# Études épistémè
Études épistémè  (ISSN 1634-0450) est une revue électronique semestrielle à comité de lecture, consacrée à l’étude de la littérature et de l’histoire intellectuelle en Europe du XVIe au XVIIIe siècle. Proche de l’université de Paris III, la revue est considérée par elle comme « répondant [donc] aux critères d’excellence scientifique des Presses de l’université de la Sorbonne Nouvelle ». La publication est dirigée par Claire Gheeraert-Graffeuille (université de Rouen Normandie) et Anne-Marie Miller (université Sorbonne Nouvelle). 
La revue, bien que s’intéressant à l’ensemble de l’aire européenne, privilégie le domaine britannique. Elle accorde en particulier une large place au théâtre anglais des XVIe et XVIIe siècles. Elle publie également, à l’occasion de numéros spéciaux, des traductions de textes inédits du temps de Shakespeare et ses contemporains.